# اوپن‌لیکس
اپن لیکس  نام سایتی است که گروهی از اعضای سابق ویکی لیکس قصد ایجاد آن را دارند. سخنگوی سابق ویکی لیکس خبر تأسیس این وبسایت را در مصاحبه ای با تلویزیون سوئد اعلام کرد.

## منبع
1. ↑  WikiLeaks: ex-WikiLeaks staff 'to launch rival site'
2. ↑  Former WikiLeaks worker: rival site under way[پیوند مرده]